# En kongelig affære
En kongelig affære er en dansk historisk spillefilm fra 2012, der er instrueret af Nikolaj Arcel. Filmen bygger løseligt på Bodil Steensen-Leths roman "Prinsesse af blodet" (2000). Den havde et budget på 47 mio. kroner og er indspillet i Tjekkiet. Den danske historiker og professor Ulrik Langen fungerede som historisk konsulent på filmen. Filmen vandt to Sølvbjørne ved Filmfestivalen i Berlin i 2013 for Bedste originale manuskript og Bedste mandlige hovedrolle til Mikkel Boe Følsgaard for rollen som Christian VII. Desuden blev den nomineret til en Golden Globe og en Oscar for bedste udenlandske film.
I Danmark solgte filmen 515.921 biografbilletter, mens den er den mest sete dansksprogede film nogensinde i Storbritannien og Australien. Derudover er filmen blevet solgt til 78 lande over hele verden.
Filmen skildrer det historiske trekantsdrama mellem den tyske livlæge Johann Friedrich Struensee, kong Christian 7. og hans dronning Caroline Mathilde. Rollen som Struensee spilles af Mads Mikkelsen, den unge dronning spilles af svenske Alicia Vikander, mens den gale konge spilles af Mikkel Boe Følsgaard.

## Medvirkende
- Mads Mikkelsen som Johann Friedrich Struensee
- Alicia Vikander som Caroline Mathilde
- Mikkel Boe Følsgaard som Christian 7.
- David Dencik som Ove Høegh-Guldberg
- Søren Malling som Hartmann
- Trine Dyrholm som Juliane Marie
- William Jøhnk Nielsen som kronprins Frederik
- Cyron Bjørn Melville som Enevold Brandt
- Rosalinde Mynster som Natasha
- Laura Bro som Louise von Plessen
- Bent Mejding som J.H.E. Bernstorff
- Thomas W. Gabrielsson som Schack Carl Rantzau
- Erika Guntherová som Hofdame
- Klaus Tange som Minister
- Søren Spanning som Münter